# Piero Terracina
Piero Terracina (Roma, 12 novembre 1928 – Roma, 8 dicembre 2019) è stato un dirigente d'azienda e superstite dell'Olocausto italiano. 
È stato uno dei sopravvissuti al campo di sterminio di Auschwitz, dove fu deportato in quanto ebreo e attivo testimone della Shoah.

## Biografia
Nasce a Roma in una famiglia ebraica, ultimo dei quattro figli di Giovanni Terracina e Lidia Ascoli. Nell'autunno del 1938, a causa dell'emanazione delle leggi razziali fasciste, Piero, come tutti gli alunni e i docenti ebrei, fu espulso dalla scuola pubblica. Terracina proseguì gli studi nelle scuole ebraiche fino all'estate del '43.
Dopo essere sfuggito al rastrellamento del ghetto di Roma il 16 ottobre 1943, fu arrestato il 7 aprile 1944 su segnalazione di un delatore insieme a tutta la famiglia: i genitori, la sorella Anna, i fratelli Cesare e Leo, lo zio Amedeo, il nonno Leone David;  detenuti per qualche giorno nel carcere di Roma Regina Coeli, dopo una breve permanenza nel campo di Fossoli, il 17 maggio del '44 furono avviati alla deportazione.
Degli 8 componenti della sua famiglia, Piero Terracina sarà l'unico a fare ritorno in Italia. Il dramma si consuma il giorno stesso dell'arrivo a Auschwitz-Birkenau.
Immatricolato con il numero A-5506, per Piero Terracina comincia la quotidiana lotta per la sopravvivenza, così ricordata:
L'efficiente macchina bellica tedesca, non sprecava nulla. Anche dopo la morte tutto veniva usato e riciclato, la pelle, i capelli, dei prigionieri...»
Nel campo, Terracina strinse amicizia con un altro giovane deportato italiano, Sami Modiano, proveniente da Rodi, di soli due anni più piccolo di lui. Ricordata da Modiano come "un'amicizia vera, profonda, fraterna. Avevamo tutti e due bisogno di un punto di riferimento".
Il 27 gennaio 1945 arriva la liberazione, che Terracina può condividere con l'amico Modiano e pochi altri italiani sopravvissuti, tra cui Primo Levi. Ma il ritorno alla vita fu per tutti lungo e difficile.
Dopo qualche tempo fui mandato in un sanatorio nel Mar Nero. Lì ho ripreso ad avere amicizie, lì sono nati alcuni affetti come quell'infermiera che mi ha curato. Sono rientrato in Italia dopo un anno. Fu in Unione Sovietica che ripresi a vivere... ricordo ancora oggi la mia prima partita a pallone...»
Dopo il ritorno dall'internamento, Terracina fu accolto e integrato dalla comunità ebraica romana.
Riguardo alle responsabilità sulla Shoah, ha dichiarato:
Perché questo in Italia non accadde? Anche in Bulgaria [...] gli ebrei furono salvati dallo sterminio. Perché questo in Italia non accadde?
Se qualcuno che poteva si fosse opposto non ci sarebbe stata nessuna deportazione.
In Italia gli ebrei sono presenti da circa 2300 anni. Eppure questa civiltà fu negata. Agli ebrei era vietato non solo l'avere ma anche essere.»

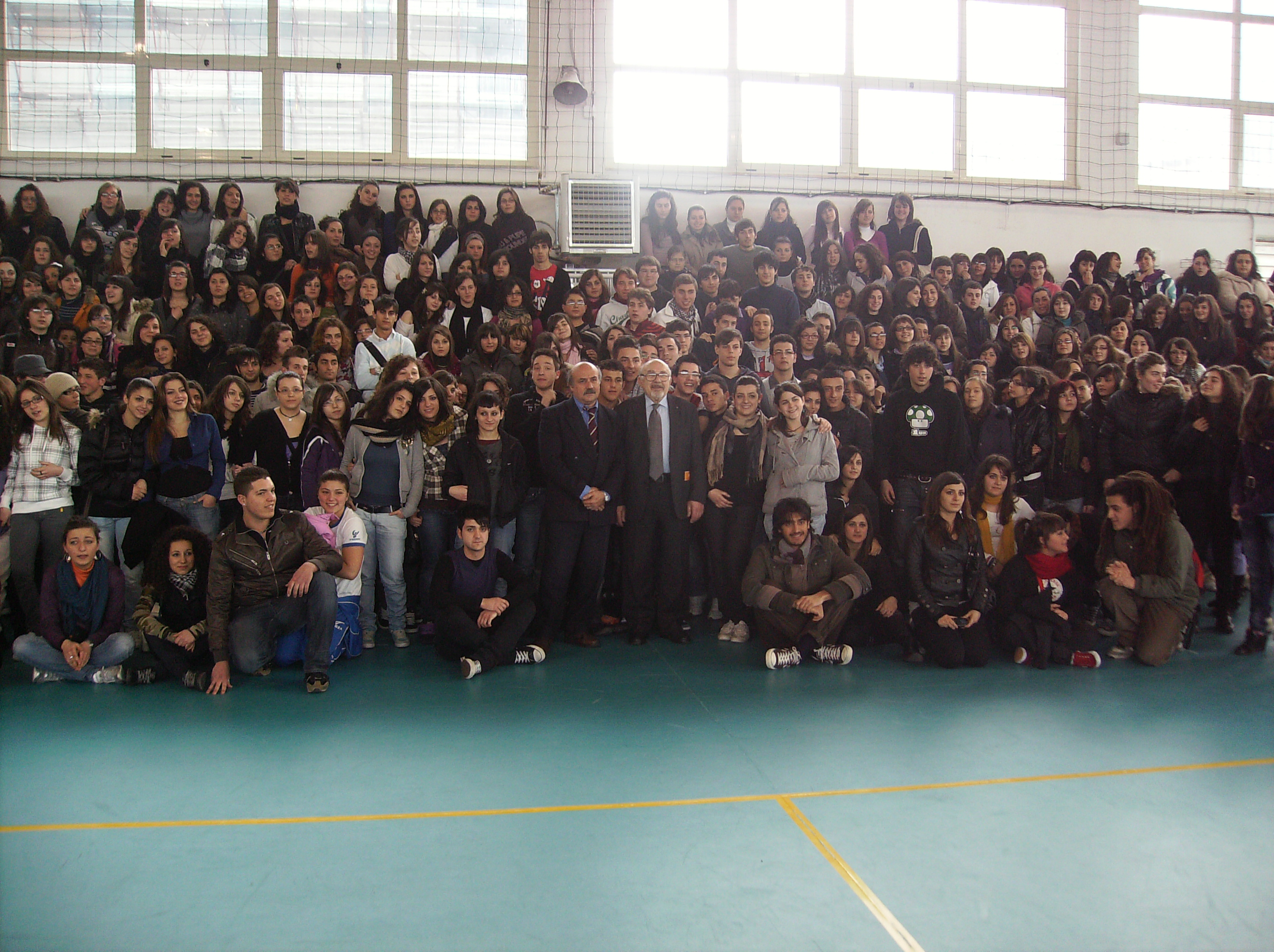
Piero Terracina insieme agli alunni dell'IIS "Pomponio Leto" al termine di un incontro - dibattito a Teggiano (SA) il 5 marzo 2009.

Da allora Terracina torna a vivere a Roma, dove ha svolto l'attività di dirigente d'azienda.
A partire dagli anni ottanta, ha svolto un'attività di testimonianza, affinché tali e simili orrori non si ripetano, svolgendo incontri in scuole, associazioni, università, conferenze, seminari di formazione, istituzioni militari, trasmissioni radiofoniche e televisive, carceri. Nel 1997 è fra i testimoni del film-documentario Memoria presentato al Festival di Berlino. Ha inoltre partecipato a viaggi della memoria con le scuole. Nel 2003 ha contribuito, insieme a Enrico Modigliani, alla fondazione di  Progetto Memoria, una collaborazione tra Fondazione CDEC (Centro di Documentazione Ebraica Contemporanea) e Comunità ebraica di Roma, che si occupa del coordinamento degli incontri dei testimoni in scuole, enti e associazioni, prevalentemente nel Centro-sud. È ora presidente onorario di questa associazione.
Nel 2009 la sua voce è stata inclusa nel progetto di raccolta dei "racconti di chi è sopravvissuto", una ricerca condotta tra il 1995 e il 2008 da Marcello Pezzetti per conto del Centro di Documentazione Ebraica Contemporanea che ha portato alla raccolta delle testimonianze di quasi tutti i sopravvissuti italiani dai campi di concentramento allora ancora viventi.

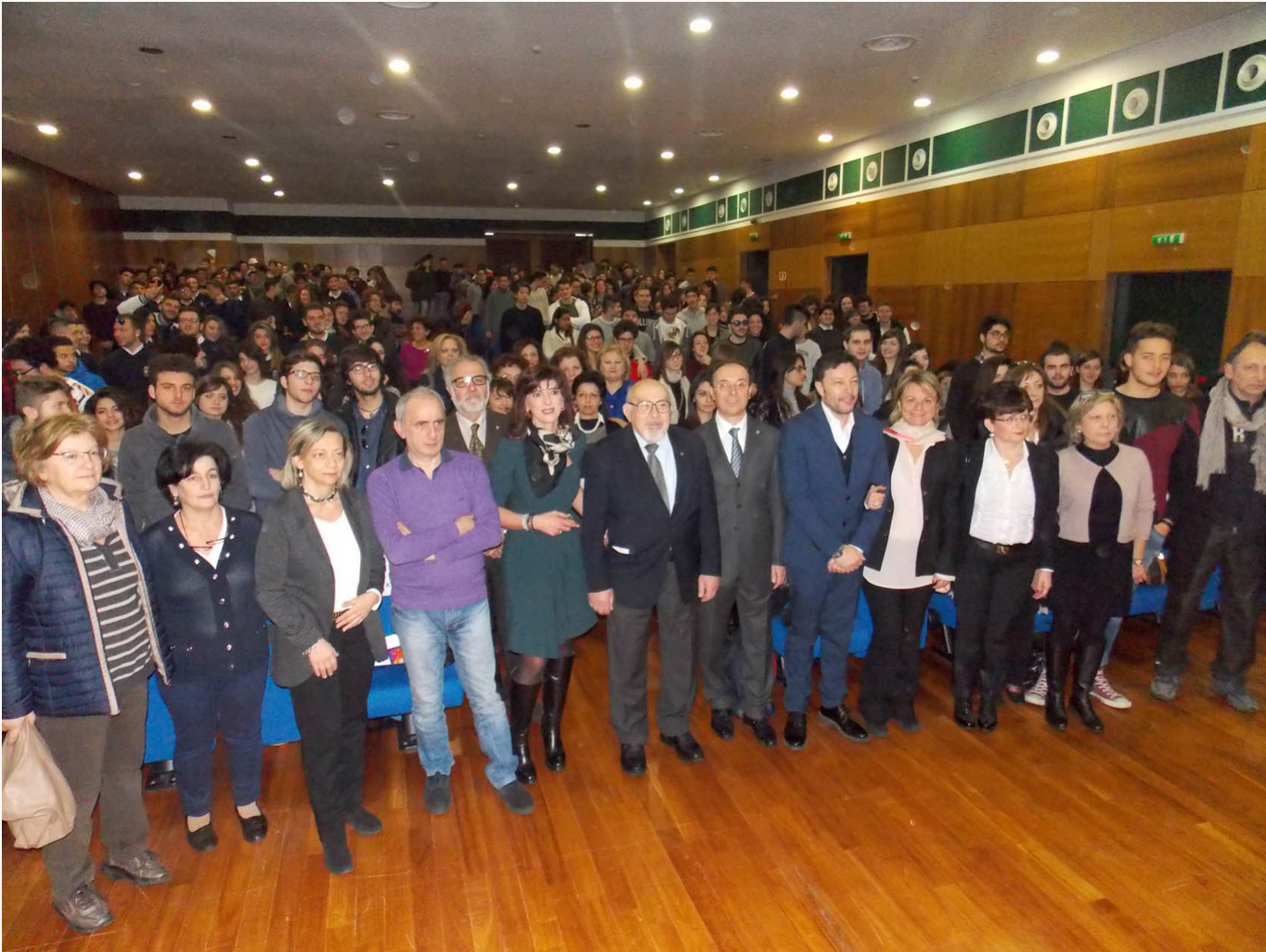
Piero Terracina insieme agli alunni di alcuni licei salernitani, al termine di una conferenza svoltasi al Grand Hotel Salerno il 21 gennaio 2015.

Qualche giorno prima dell'inizio del campionato europeo di calcio 2012 Terracina è stato chiamato, insieme con Sami Modiano e Hanna Kugler Weiss, a guidare la Nazionale italiana di calcio in visita al campo di concentramento-sterminio di Auschwitz.
Il giorno 24 settembre 2013 diventa Cittadino onorario del Comune di Rionero in Vulture (PZ) per essere stato testimone di resistenza alle barbarie nazifascista e interprete attivo dei valori di pace, libertà e democrazia su cui è fondata la Costituzione repubblicana.
Il 28 gennaio 2010, nell'ambito del progetto "Memorie d'inciampo a Roma" a cura di Adachiara Zevi e dell'associazione  Arte in memoria, sono state installate sette pietre d'inciampo (stolpersteine) davanti all'abitazione dove la famiglia Terracina era nascosta al momento dell'arresto.
Poco tempo dopo, le pietre sono state imbrattate da ignoti, ma prontamente ripulite da parte del Municipio, con una mobilitazione generale.
Il giorno 20 gennaio 2015 è ospite della conviviale del Rotary Club Salerno Duomo, invitato dal Prof. Canio Noce, per essere stato testimone di resistenza alle barbarie nazifasciste e figura attiva di pace, libertà e democrazia; nella giornata seguente, sempre a Salerno, svolge una conferenza con gli alunni di alcuni licei salernitani.
Il giorno 18 dicembre 2013 gli viene conferita la cittadinanza onorario del Comune di Molfetta per la forza che ha trovato nel raccontare l'orrore in Italia, in Europa e a Molfetta della Shoah.
Il giorno 11 marzo 2015 viene ospitato a Trapani per la commemorazione del settantesimo anniversario della liberazione dai campi di concentramento, nell'ambito del progetto "Ricordare la dimenticanza".
Grazie all'impegno dello scrittore e docente Eraldo Affinati, ha ricevuto la cittadinanza onoraria della Città dei Ragazzi.
È socio dell'Associazione Nazionale ex Deportati Politici nei campi nazisti (ANED), è stato presidente dell'Associazione Amici di Israele, di cui è Presidente onorario, ed è stato consulente per la Memoria e la Shoah della Presidenza del Consiglio dei Ministri dal 2002 al 2007.

### La morte
È morto l'8 dicembre 2019 all'età di 91 anni nella sua abitazione a Roma; il giorno seguente, alla presenza di amici e gente comune tra cui alcuni volti noti della politica, si sono celebrati i funerali religiosi con un corteo funebre che partì dal Tempio Maggiore fino alla sepoltura nel Cimitero Israelitico del Verano. Tre giorni prima, il 5 dicembre 2019, il comune di Campobasso gli aveva conferito la cittadinanza onoraria.

## Riconoscimenti
- Premio Capitolium 1998, Roma, Sindaco Francesco Rutelli
- Premio simpatia 2016, assegnato a Roma, al Campidoglio, per la categoria "Storie"
- Premio Romei 2018, assegnato a Roma dall’ANP (Associazione Nazionale Dirigenti Scolastici e alte professionalità della Scuola) a dirigenti, docenti, giornalisti ed altre personalità che si sono distinte nella loro attività professionale per l’attenzione alle problematiche formative dei giovani.
È cittadino onorario delle città di:
- Campobasso
- Casier (TV)
- Copertino (LE)
- Corciano (PG)
- Fidenza (PR)
- Molfetta
- Palermo
- Perugia
- Portico di Caserta (CE)
- Recanati (MC)
- Rionero in Vulture (PZ)
- Siracusa
- Trevi nel Lazio (FR)
- Ugento (LE)
- Vallemaio (FR)
- Deruta (PG)